# Les Autres Jours
Les Autres Jours est un roman d'Andrée Martinerie, publié le 22 septembre 1960 aux éditions Gallimard et ayant reçu le prix des Libraires l'année suivante.

## Résumé
Geneviève, mariée avec Jacques, aime Pierre.

## Éditions
- Éditions Gallimard, 1960, rééd. 1971  (ISBN 2070242498)[1].
- Éditions Gallimard, Coll. « Folio », no 595, 1974  (ISBN 2070365956).